# يانيس مبومبو
يانيس مبومبو (8 أبريل 1994 في بلجيكا - ) هو لاعب كرة قدم بلجيكي في مركز الهجوم. شارك مع منتخب بلجيكا تحت 17 سنة لكرة القدم ومنتخب بلجيكا تحت 18 سنة لكرة القدم ومنتخب بلجيكا تحت 21 سنة لكرة القدم. أما مع النوادي، فقد لعب مع ستاندارد لييج ونادي أوكسير ونادي سوشو ونادي سينت ترويدن.

## وصلات خارجية
- يانيس مبومبو على موقع الاتحاد الأوربي (الإنجليزية)
- يانيس مبومبو على موقع الاتحاد البلجيكي (الإنجليزية)
- يانيس مبومبو على موقع قاعدة بيانات كرة القدم.إي يو (الإنجليزية)
- يانيس مبومبو على موقع Soccerway.com (الإنجليزية)
- يانيس مبومبو على موقع AS.com (الإسبانية)